# IC 2004
IC 2004 ist eine spiralförmige Zwerggalaxie vom Hubble-Typ Sa im Sternbild Horologium am Südsternhimmel. Sie ist schätzungsweise 38 Millionen Lichtjahre von der Milchstraße entfernt und hat einen Durchmesser von etwa >10.000 Lj.

Im selben Himmelsareal befinden sich u. a. die Galaxien IC 2000 und IC 2009.
Das Objekt wurde am 6. Dezember 1899 vom US-amerikanischen Astronomen DeLisle Stewart entdeckt.